# Lasarew-See
Koordinaten: 68° S, 7° O

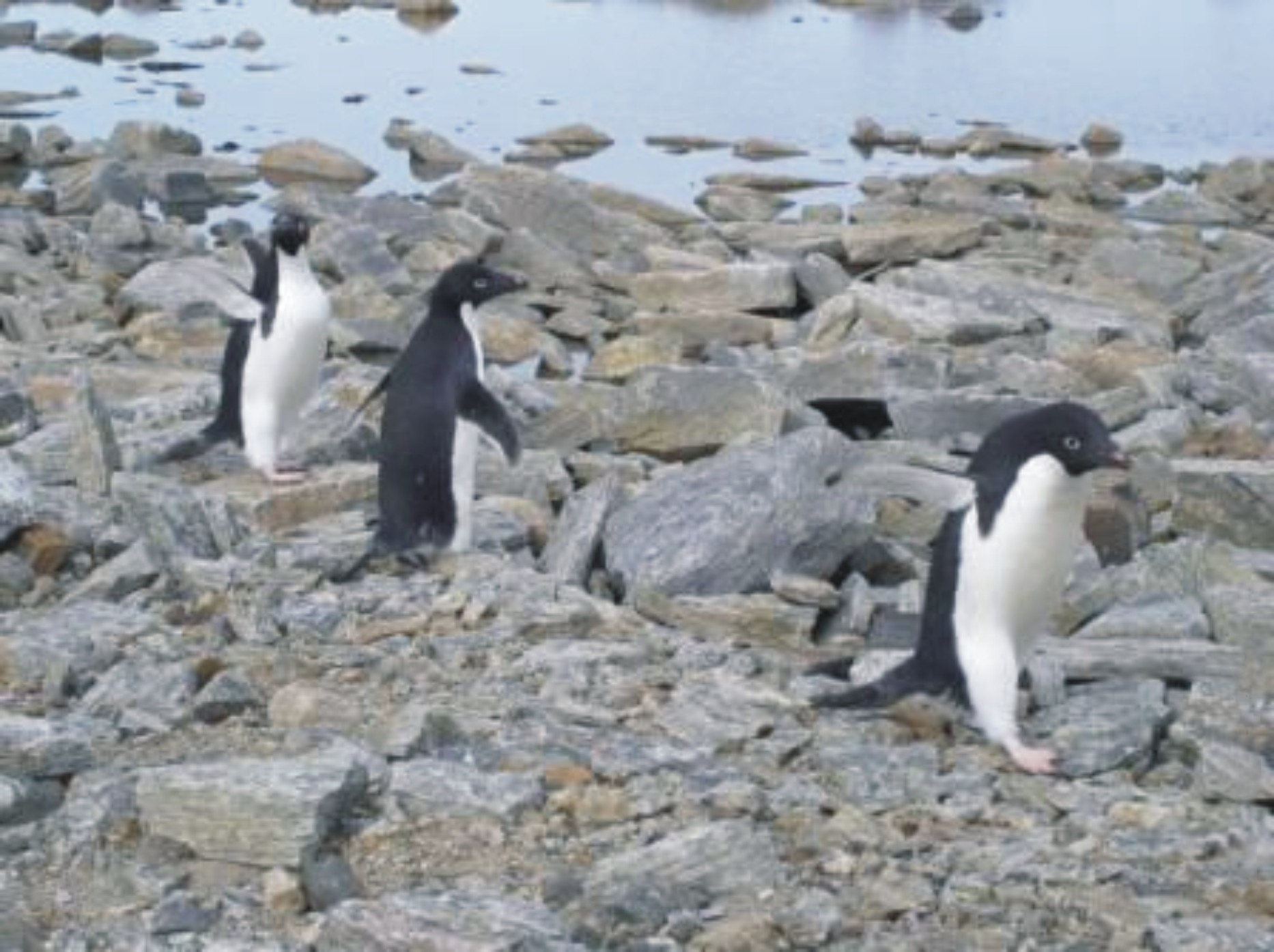
Adeliepinguine in der Nähe der Nowolasarewskaja-Station

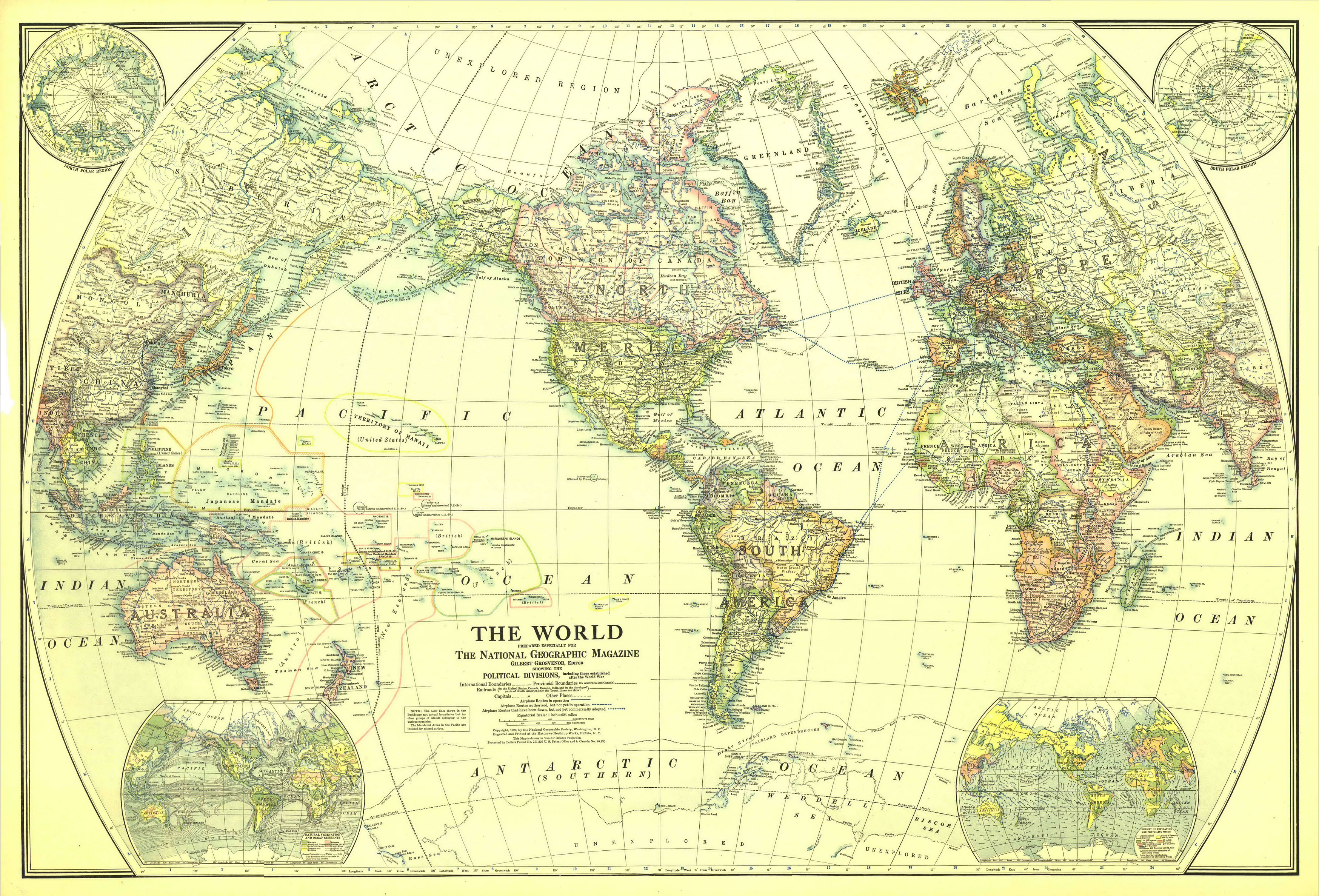
Auf der Weltkarte von 1922 ist an dieser Stelle eine Biscoe Sea eingezeichnet

Die Lasarew-See (russisch Море Лазарева More Lasarewa) ist ein Randmeer im Südlichen Ozean. Sie liegt zwischen der König-Haakon-VII.-See und der Riiser-Larsen-See im Osten und erstreckt sich vom Längengrad 0° bis 14° Ost. Sie ist durchschnittlich 3000 m tief und hat eine maximale Tiefe von 4500 m und sie ist 335.000 km² groß. Im Süden grenzt sie an die Prinzessin-Astrid-Küste, auf dem Königin-Maud-Land, welches von Norwegen beansprucht wird.
Die See wurde nach Michail Petrowitsch Lasarew, Admiral der russischen Marine, benannt.